# Apsilochorema indicum
Apsilochorema indicum är en nattsländeart som först beskrevs av Georg Ulmer 1905.  Apsilochorema indicum ingår i släktet Apsilochorema och familjen Hydrobiosidae. Inga underarter finns listade i Catalogue of Life.